# Slansko jezero

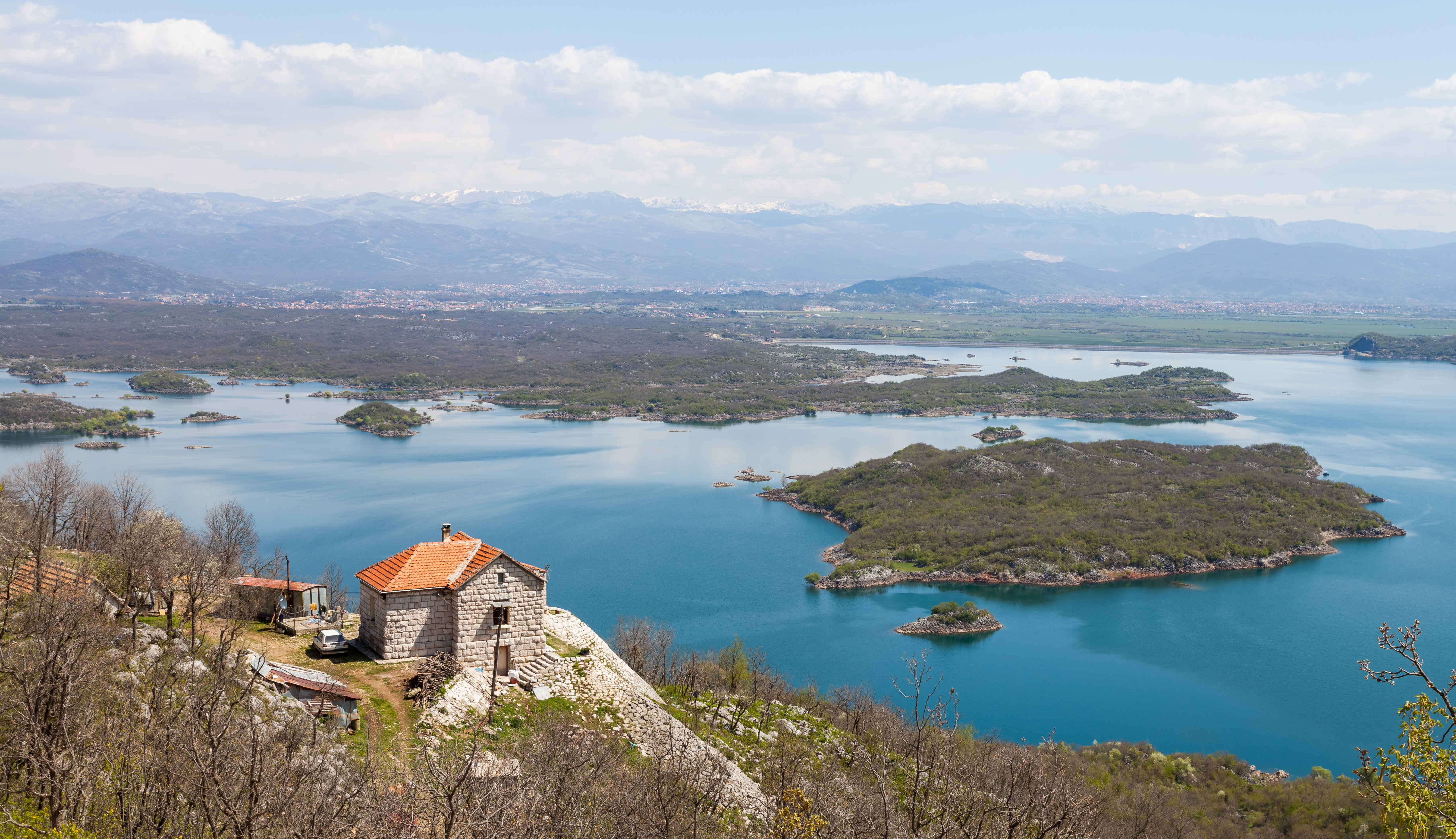
Le slansko jezero

Le Slansko jezero est un lac d'eau salée du district de Niksic au Monténégro. Il est alimenté par plusieurs petits ruisseaux et se déverse dans le Zeta, qui finira dans la Mer Adriatique.

## Étymologie
Slansko jezero se traduit par lac salé.

## Géographie
Le lac est situé a 617 mètres d'altitude. On remarque notamment la présence d'une grande île au centre-ouest. Il y a également plusieurs petites iles proche des côtes. Le Krupac jezero est un autre grand lac situé a quelques kilomètres.

## Accès
Le lac est remarquable par sa proximité avec Niksic, on peut même la voir depuis les hauteurs du lac. Et se trouve sur la route relient cette ville à Dubrovnik; une ville touristique de Croatie.

## Galerie

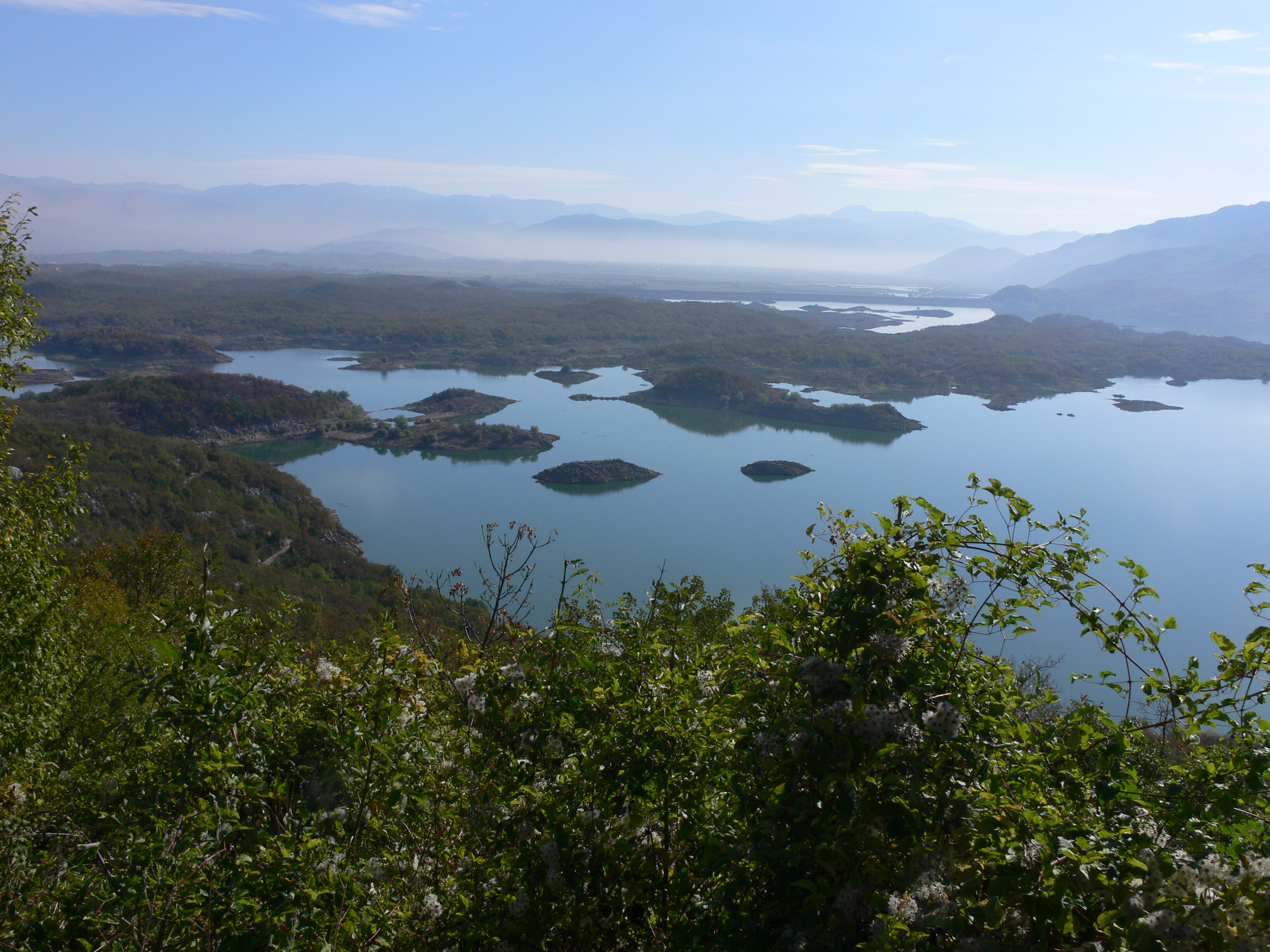
Le slansko jezero
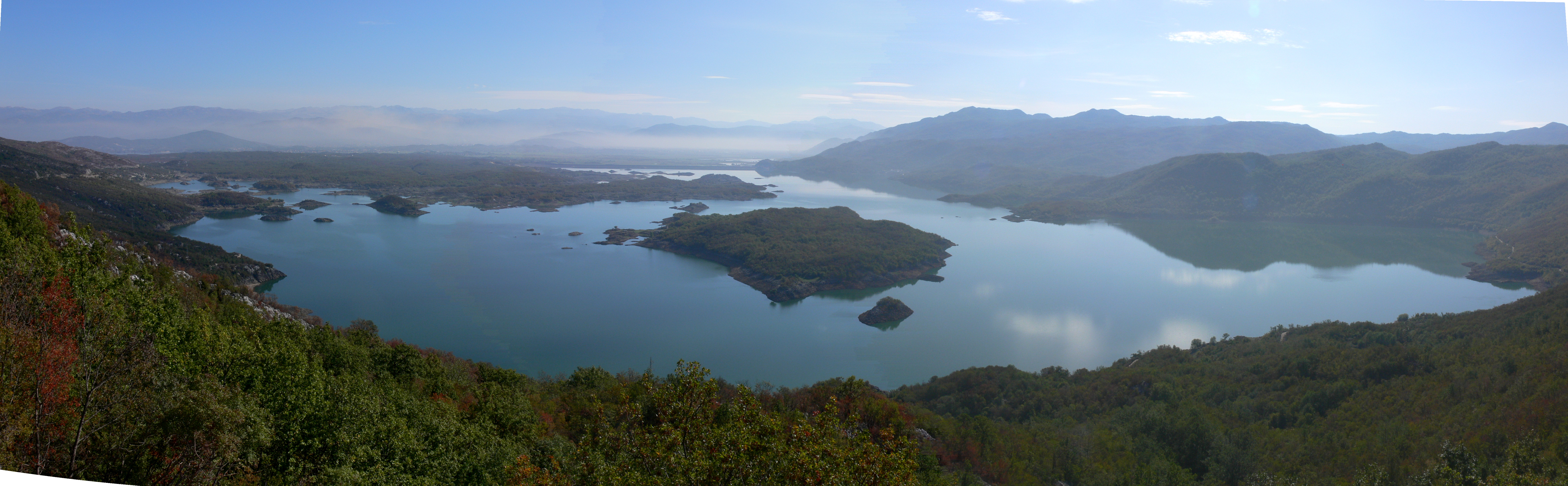
Le slansko jezero
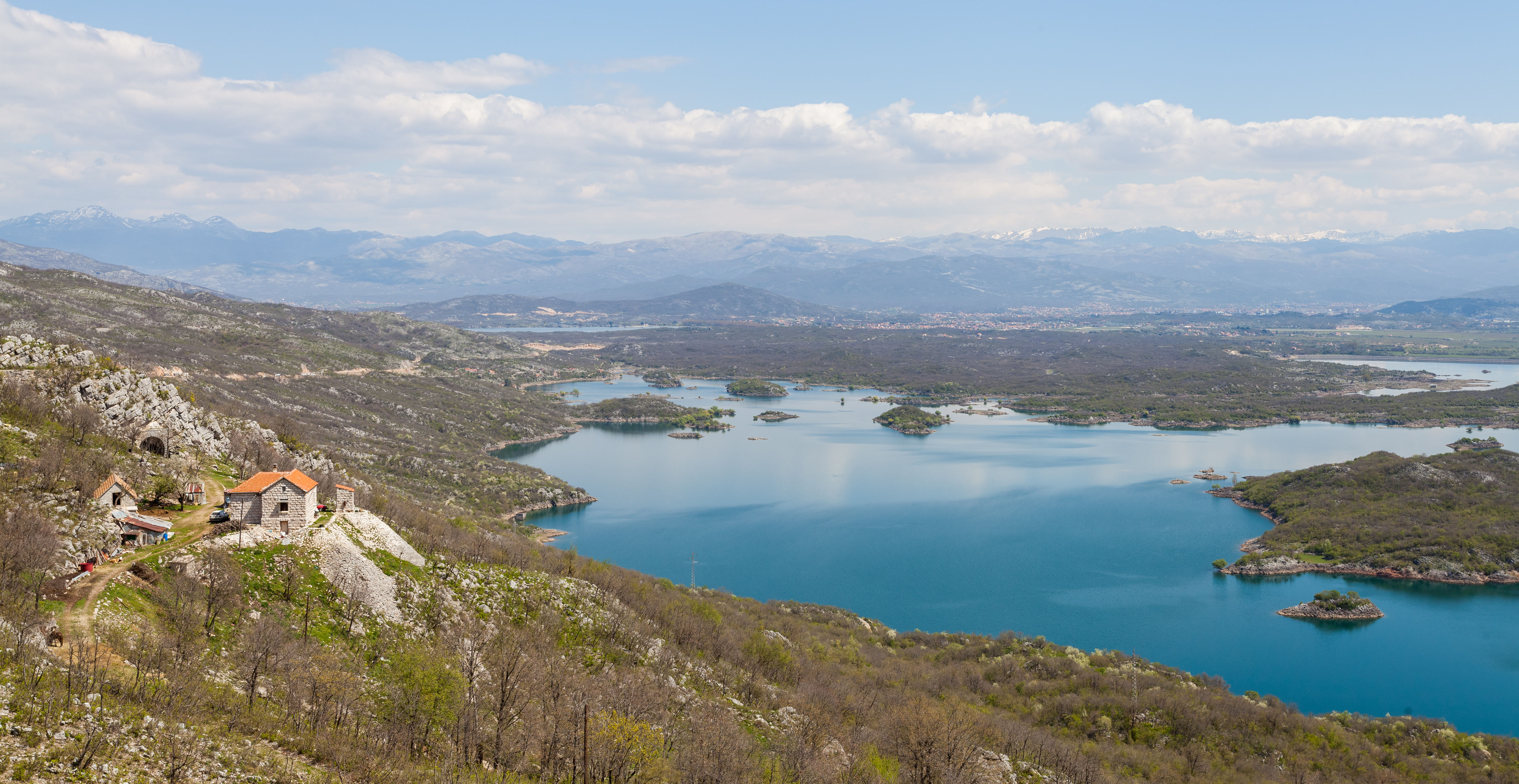
Le slansko jezero
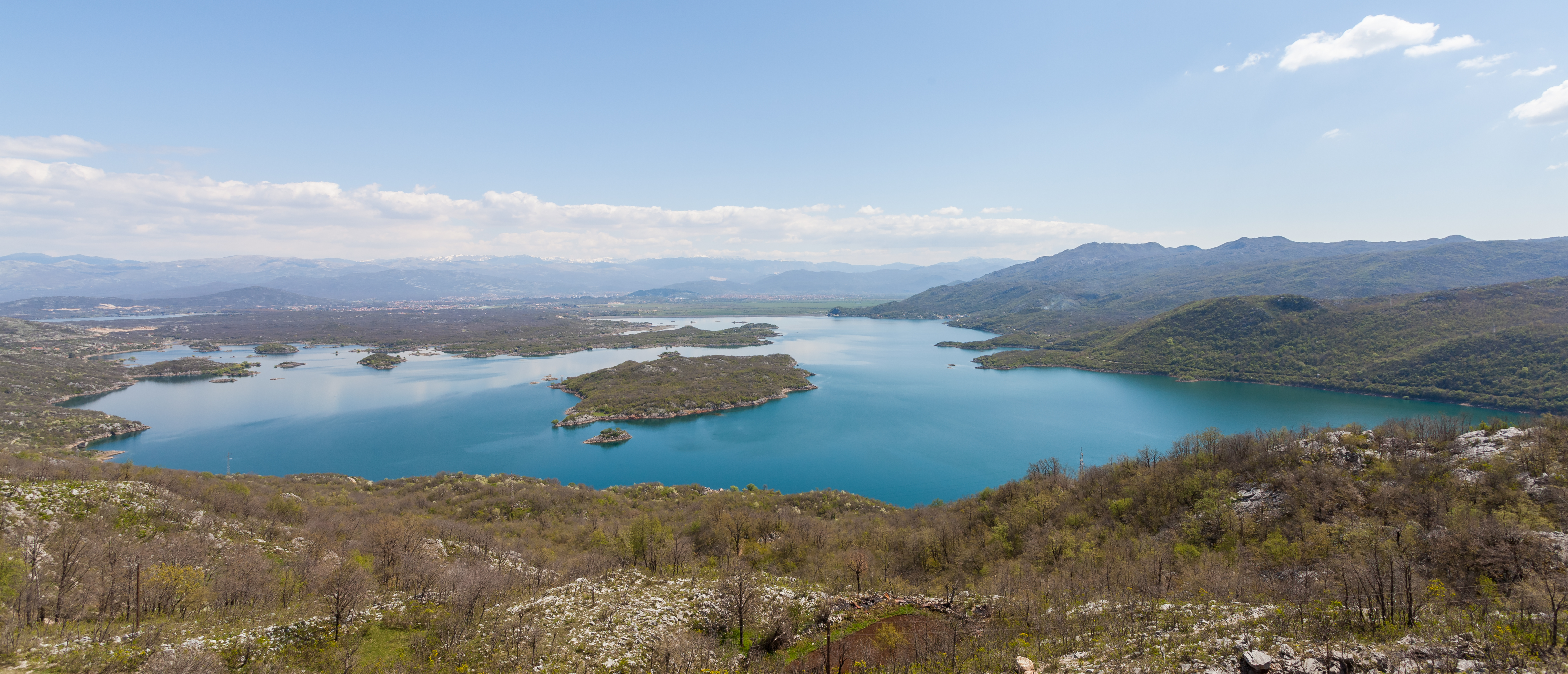
Le slansko jezero